# يوم مكافحة السمنة
يتم الاحتفال بيوم مكافحة السمنة (بالإنجليزية: Anti-Obesity Day) في أجزاء مختلفة من العالم في 26 نوفمبر، حيث تحتفل العديد من منظمات الرعاية الصحية ووسائل الإعلام الرائدة في المقام الأول في الهند ودول مجلس التعاون الخليجي باليوم من خلال أنشطة لتسليط الضوء على كيفية انتشار السمنة بين عامة الناس والمخاطر الصحية.
في عام 2001، أنشأت العلامة التجارية الهندية للعافية VLCC، التي أسستها السيدة فاندانا لوثرا، مبادرة لمكافحة السمنة لنشر الوعي حول السمنة وتعزيز تطوير عادات نمط الحياة الجيدة للبقاء بصحة جيدة ولياقة.
من خلال "المشاركة النشطة للأخوة الطبية "، بدأت VLCC الاحتفال بيوم 26 نوفمبر باعتباره يوم مكافحة السمنة، كجزء من حملة سنوية تجرى في شهري نوفمبر وديسمبر.
تتضمن حملة VLCC لمكافحة السمنة تنظيم معسكرات صحية، وجلسات استشارية جماعية، وبرامج حوارية مع خبراء الصحة، إلى جانب التفاعلات الإعلامية المكثفة، ونشر المؤلفات الخاصة حول السمنة.
حظيت مبادرة يوم مكافكة السمنة لـ VLCC بتغطية واسعة في وسائل الإعلام، حيث ظهرت مقالات حول هذا الموضوع في العديد من وسائل الإعلام الرئيسية والمتخصصة في الهند ودول مجلس التعاون الخليجي، والتي تشمل منشورات في عدة وسائل إعلامية مثل إن دي تي في، تايمز أوف إينديا، الهندوس، مسقط ديلي.